# Надреализам
Надреализам (фр. surréalisme), књижевни и уметнички покрет који се појављује у Француској после Првог светског рата. Наставља дадаизам и његов бунтовнички дух, побуну против традиције и устаљених навика и обичаја, презир према друштвеним нормама, али, — за разлику од искључиво негаторског духа дадаизма — истиче и своју позитивну и конструктивну страну и има одређени програм. Надреалисти верују „у свемоћ сна, незаинтересоване игре мисли” (Бретон, Манифест надреализма).  Многи дадаисти се прикључују надреализму из разлога што је разрадио један свеопшти систем који је био у стању да реагује на друштвене, уметничке и интелектуалне прилике свога времена.
У почетку се инспирише у теоријама психоанализе Зигмунда Фројда, а касније и Карла Јунга. Интелектуалне основе за политичко деловање је тражио и у марксизму. Као књижевни и уметнички покрет, настао је у Паризу 1924. године, под покровитељством писца и песника Андреа Бретона. Бретон је аутор првог надреалистичког манифеста (Manifeste du surrealisme), а 1930. и 1942. године, Бретон ће написати други па и трећи манифест.
У ширем контексту, надреализам је појачао популарно схватање о модерном уметнику који се бави унутрашњим проблемима сопствене свести и подсвести, и изражава своју „ексцентричну”личност, која је одсутна од стварних проблема друштвене заједнице. Наравно, интелектуално полазиште надреалиста од самог почетка је било сасвим супротно овом схватању, јер су се они и политички ангажовали, али је шира, мање упућена публика имала такву перцепцију.

## Појам
Појам надреализам први је користио француски песник Аполинер, 1917. године. У програму за мјузикл Парада (1917), он пише:
Аутори мјузикла су постигли јединство слике и плеса, између пластичних уметности и мимике, постављајући основу за нову уметност која тек треба да стигне. Ово ново јединство у мјузиклу Парада је нека врста надреализма, које сматрам почетном тачком за настајање нових уметничких манифестација. У ваздуху се осјећа нова духовна инспирација која ће без сумње привући најбистрије главе уметности нашега доба. Можемо очекивати корените промене у уметности вођене духом универзалности. Једноставно, природно је да уметност напредује истим кораком као и наука и индустрија.
Надреализам је израстао из дадаизма, оног који се развијао у Паризу 1920-их. Бретону и другим дадаистима је убрзо постало јасно да је дадаистички нихилизам досегао тачку где чак и себе самог више није могао узети озбиљно и да је сва његова критичка моћ — коју је можда у почетку поседовао — постала фатално отупљена. Објавом Првог надреалистичког манифеста, 1924. године, Бретон је званично покренуо покрет. Манифест је изворно замишљен као предговор тексту под насловом Растворива риба (Poisson soluble) објављеном исте године. Као и већина Бретонових текстова, Манифест је тежак за разумевање просечном читаоцу, али даје тачку одмора у својој полемици на месту где Бретон недвосмисленим језиком и на речнички начин дефинише Surréalisme као „чисти психички аутоматизам”.

## Стилске одлике и историја
Надреализам као књижевни, уметнички и политички покрет је имао огроман утицај на културу двадесетог века. Прошао је кроз многобројне промене током свог развитка и тешко га је дефинисати на један начин и као јединствен уметнички стил, али његова суштинска карактеристика је да налази полазиште и повлађује Фројдовим идејама о подсвесном. Фројд је веровао да постоји дубоки јаз између жеља подсвести појединца и његове потребе да живи у једном социјализованом друштву. Али док је Фројд истраживао, онолико колико је био у могућности, начин да залечи ту пукотину између подсвесног и друштва, надреалисти су у његовим теоријама видели основу с које би то друштво могли жестоко нападати са свих могућих позиција. Стога, надреализам није просто још један уметнички покрет, и његово разумевање обично од публике тражи да размотри његове производе и с других тачки гледишта, сем оних естетских. Андре Бретон, вођа групе надреалиста пише: „главне амбиције покрета су да произведе свеопшту кризу свести на интелектуалном и моралном плану” (Други манифест надреализма, 1929).
Иако је једна од основних одлика овог покрета прекид са традиционалном уметношћу и књижевношћу, надреализам ипак има своје претходнике (што ни сами надреалисти не поричу). То су писци који стварају атмосферу страха и ужаса, који описују тајанствену страну људске природе или покушавају да евоцирају своје утиске и доживљаје не повезујући их никаквом логичком везом: Маркиз де Сад, писци романа страве, немачки романтичари, Ж. де Нервал, П. Борел, А. Бертран, Рембо, Лотреамон, Аполинер. Своју филозофску основу надреализам је тражио најпре у фројдизму, а затим у марксизму.
Почетком надреализма сматра се 1924. када је Бретон објавио први Манифест надреализма. Око Бретона групишу се и други писци: Луис Арагон, П. Елијар, Б. Пере, Ф. Супо. Покрету су припадали и други уметници, на примјер сликар Салвадор Дали. Гласило надреализма било је часопис Littérature (Књижевност), који су 1919. основали Бретон, Арагон и Супо, и који је најпре био дадаистички, да би од 1922, после одвајања Бретона и његове групе од Т. Цара, постао часопис надреалиста, и La Révolution surréaliste (Надреалистичка револуција) који је издавао Бретон (1924–1929). Вођ и доктринар надреализма, Бретон, објавио је три манифеста и више чланака и списа у којима је изразио главне концепције покрета: Манифест надреализма (Manifeste du surréalisme) 1924; Други манифест надреализма (Second manifest du surréalisme), 1930; Политички положај надреализма (Position politique du surréalisme), 1935; Увод у трећи манифест надреализма или не (Prolégomènes à un troisième manifest du surrèalisme ou noun), 1942. Своја схватања Бретон је практично применио у делима: Изгубљени кораци (Les Pas perdus), 1924; Нада, 1928; Спојени судови (Les Vases communicants), 1932; Тајна 17 (Arcane 17), 1947.
У свом програму надреалисти су револуционарни. Желе да промене изглед света и ослободе човека свих окова разума и морала и открију његову аутентичну личност продирањем у најскривеније слојеве свести, у чему се осећа утицај Фројдове психоанализе. Хоће да открију једну вишу, али скривену стварност, надреалност, у којој влада првобитни хаос, непоремећен човековим рационалним мишљењем. У ту надреалност не може се продрети логичким расуђивањем, већ помоћу тзв. „психичког аутоматизма”, односно препуштањем спонтаном функционисању духа без икакве контроле разума, истискивањем на површину онога што се крије у подсвести, помоћу метода који је Рембо назвао „растројством чула”. Зато их пре свега интересују душевна стања у којима је активност свести сведена на минимум или је сасвим одсутна: пијанство, сан, лудило. „Надреализам почива на веровању у вишу реалност неких облика асоцијација, која је пре била занемарена, у свемоћ сна, незаинтересоване игре мисли” (Бретон, Манифест надреализма). Уметничко дело треба да изражава халуцинантне визије и доживљаје који се јављају у стању спонтаног функционисања духа. Да се не би пореметила њихова аутентичност, писац треба да бележи све оно што му падне на памет, препуштајући се слободној игри асоцијација.
Аутоматско писање, али и аутоматско цртање и сликање постаје главно техничко средство надреалиста. Захваљујући тој слободној игри асоцијација, долази се до повезивања предмета међу којима се, при нормалном стању духа, не може открити никаква веза. „Све нас наводи на веровање да постоји извесно стање духа у коме се живот и смрт, реално и имагинарно, прошлост и будућност, изрециво и неизрециво, узвишено и ниско, више не опажају одвојено” – каже Бретон. Тако настају најнеобичнији спојеви речи, најчудесније слике, које треба да изазову изненађење код читаоца.
У првом Манифесту Бретон преузима Ревердијеву дефиницију слике као „повезивања двеју мање или више удаљених реалности”. Салвадор Дали развија теорију о тзв. „параноичко-критичком делирију”, тј. о методи која омогућава да се „ултрасвешћу” открије подсвест, не лишавајући је њене ирационалне снаге.
Од краја 1925. настаје нова етапа у развоју надреализма. Као подухват ослобађања човекове личности и преображаја његовог живота, надреализам се приближава марксизму, па неки његови припадници, као Арагон, Елијар, Бретон, постају чланови комунистичке партије и траже ангажовање уметности у друштвено-политичким збивањима. Бретон једном приликом изјављује: „Данашња аутентична уметност повезана је са друштвеном револуционарном активношћу: заједно с њом, она тежи рушењу капиталистичког друштва”.
Настаје расцеп у покрету, јер неки чланови остају на старим позицијама. После више полемика и дискусија, а нарочито после Бретоновог избацивања из комунистичке партије, 1933, писац Манифеста одриче се повезивања уметности са политичком борбом и тврди да надреализам сам у себи носи своју револуционарну снагу.
На међународној изложби надреализма 1938. у Паризу учествовали су представници из 14 земаља, међу којима и умјетници надреалисти из Краљевине Југославије, посебно из Србије, где се надреализам нарочито развијао. То је била последња значајна манифестација пре Другог светског рата, која обележава ако не крај надреализма као покрета, а оно крај његовог победничког периода. После рата Бретон се коначно окреће мистицизму и окултизму (Тајна 17), што га сасвим одваја од некадашњих сарадника, али му доноси и нове присталице.
Преостали надреалисти приређују међународне изложбе 1947. и 1959. године. Али то су само остаци некадашњег надреализма. Ако није успео да промени изглед света, надреализам је променио изглед поезије. Иако се многа дела своде на просто низање слика међу којима се не може открити никаква веза, иако у њима често има мистификације и позе, својим интересовањем за подсвесно и ирационално, својом тежњом да превазиђе традиционалне оквире књижевности, надреализам је указао на могућности нових путева у тражењу поетског израза и поетског садржаја и извршио утицај на модерну поезију.

## Уметност и уметници надреализма
1924. године је Андре Бретон издао надреалистички манифест у коме је дефинисао надреализам као „чист психички аутоматизам“ а ова дефиниција је била схватана врло слободно. Надреализам се дели на два раздобља:
1. Интуитивно раздобље које верује у свемогућност мисли које су постављене над реалношћу. У томе раздобљу до 1926. године се ослања на филозофски реализам и њихов програм је изложио Бретон 1924. године.
2. Политичко доба, када су надреалисти почели да реагују на политички поредак и против колонијализма и то се одразило у другом манифесту надреалиста.

Много популарних уметника надреализма су живели у Француској у Паризу, где је био уметнички центар 20 и 30 година 20. века. Рене Магрит, Хуан Миро, Макс Ернст, Салвадор Дали, Алберто Ђакомети, Ман Реј су међу најрепрезентативнијим. Пабло Пикасо је такође био заинтересован за надреализам, али се није званично укључио у покрет.
Захваљујући овој доминацији Француске, овај правац је сматран француским, али је у суштини био светски уметнички покрет. Оглас надреализма је био јако снажан али је доласком фашизма ослабљен и правац је напуштен од великог броја познатих уметника. У популарној култури нарочито у САД надреализам долази преко дела Салвадора Далија, који је био активан надреалиста од 1929. до 1936. и дао то што је сам назвао „Параноичко - Критичка метода“.
Око 1960. године надреализам је почео да се шири и у крајевима у којим до тада нису деловали надреалисти (нпр. у Пакистану)

## Уметници укључени у (прву) Париску надреалистичку групу
- Луј Арагон
- Жан Арп
- Жорж Батај
- Андре Бретон
- Ђорђо де Кирико
- Жан Кокто
- Рене Кревел
- Салвадор Дали
- Рене Домал
- Робер Десно
- Пол Елијар
- Макс Ернст
- Давид Гаскојн
- Алберто Ђакомети
- Валентин Иго
- Мишел Лерис
- Рене Магрит
- Роберто Мата
- Хуан Миро
- Андре Масон
- Пјер Навиј
- Мерет Опенхајм
- Бенжамин Пере
- Жак Превер
- Ман Реј
- Филип Супо
- Тристан Цара
- Ив Танги
- Тојен
- Ремедиос Варо
- Ненси Кинар
- Андре Тирион
- Рене Шар

## Српски надреалисти
- Салмон Мони де Були (Monny de Boully)
- Оскар Давичо
- Милан Дединац
- Младен Димитријевић
- Љубиша Јоцић
- Ђорђе Јовановић
- Ђорђе Костић
- Слободан Кушић
- Душан Матић
- Бранислав Бранко Миловановић
- Растко Петровић
- Коча Поповић
- Петар Поповић
- Ристо Ратковић
- Марко Ристић
- Јелица Живадиновић - Шева Ристић
- Душан Дуда Тимотијевић
- Александар Вучо
- Јулијана Лула Вучо
- Никола Вучо
- Стеван Живадиновић - Ване Бор
- Радојица Живановић Ное